# Pleternica
Pleternica es una ciudad de Croacia en el condado de Požega-Eslavonia.

## Geografía
Se encuentra a una altitud de 123 m s. n. m. a 182 km de la capital nacional, Zagreb.

## Demografía
En el censo 2011 el total de población de la ciudad fue de 11323 habitantes, distribuidos en las siguientes localidades:
- Ašikovci -  91
- Bilice -  118
- Blacko -  226
- Brđani - 49
- Bresnica - 218
- Brodski Drenovac - 686
- Bučje - 318
- Buk -  192
- Bzenica -  96
- Ćosinac -  54
- Frkljevci -  345
- Gradac -  937
- Kadanovci -  213
- Kalinić - 59
- Knežci - 61
- Komorica - 188
- Kuzmica - 454
- Lakušija - 78
- Mali Bilač - 21
- Mihaljevići - 2
- Novoselci -  198
- Pleternica -  3 418
- Pleternički Mihaljevci -  15
- Poloje - 87
- Požeška Koprivnica -  246
- Ratkovica -  224
- Resnik - 307
- Sesvete -  128
- Srednje Selo - 285
- Sulkovci - 537
- Svilna - 139
- Trapari - 178
- Tulnik - 22
- Vesela - 159
- Viškovci - 234
- Vrčin Dol - 2
- Zagrađe -  492
- Zarilac - 176

| Gráfica de población de Pleternica 1857-2011                        |
|                                                                     |
| Según los censos de población de la oficina estadística de Croacia. |